# Верхнетагирово
Верхнетагирово (баш. Үрге Таһир) — деревня в Баймакском районе Республики Башкортостан Российской Федерации. Входит в состав Темясовского сельсовета (c 2006 года). Ранее входила в состав Биляловского сельсовета.

## География

### Географическое положение
Находится на правом берегу реки Сакмары.
Расстояние до:
- районного центра (Баймак): 65 км,
- центра сельсовета (Темясово): 8 км,
- ближайшей железнодорожной станции (Сибай): 110 км.

## История
В 1960 году Верхне-Тагирово переведено из Абзелиловского района в Баймакский, согласно указу Президиума Верховного Совета Башкирской АССР от 27 июня 1960 г. № 36-2/78 «О передаче Биляловского сельсовета Абзелиловского района в состав Баймакского района». Он гласил:
«Передать Биляловский сельсовет Абзелиловского района в составе населенных пунктов Баймурзино, Билялово, Верхне-Тагирово, Кипчаково, Нижне-Тагирово, Куль-Идель, Семяновка, Умитбаево и пос. фермы Суванякского совхоза в состав Баймакского района» (текст по справочнику «История административно-территориального деления Республики Башкортостан (1708—2001). Сборник документов и материалов», Уфа: Китап, 2003. — 536 с. С.308).
В 2006 году Верхнетагирово переведено в Темясовский сельсовет, согласно Закону Республики Башкортостан «Об изменениях в административно-территориальном устройстве Республики Башкортостан, изменениях границ и преобразованиях муниципальных образований в Республике Башкортостан», ст. 1, ч.195 (часть сто девяносто шестая введена Законом РБ от 29.12.2006 № 404-з). Он гласил:

195. Изменить границы Биляловского и Темясовского сельсоветов Баймакского района согласно представленной схематической карте, передав деревни Верхнетагирово и Нижнетагирово Биляловского сельсовета в состав территории Темясовского сельсовета.
— gsrb.ru/MainLeftMenu/ZakonoTvorch/Zakoni/125-2004.php

## Население
| 2002 | 2009 | 2010 |
| ---- | ---- | ---- |
| 96   | ↗140 | ↘99  |

Согласно переписи 2002 года, преобладающая национальность — башкиры (100 %).

## Известные уроженцы
- Салях Кулибай (настоящее имя Салях Габитович Кулибаев; 1910 — 1976) — башкирский писатель, член Союза писателей Башкирской АССР (1934), заслуженный работник культуры Башкирской АССР (1969).